# Таос-Пуебло
Таос-Пуебло (ісп. Taos Pueblo), або Пуебло-де-Таос (Pueblo de Taos), — давнє пуебло (поселення індіанців), які розмовляють мовою таос групи північних мов тіва. Таос-Пуебло розташоване за 1,6 км на північ від сучасного міста Таос в американському штаті Нью-Мексико. Через поселення протікає невелика річка Ред-Віллоу-Крик. Пуебло входить до складу індіанської резервації площею 384 км², де проживають близько 1900 осіб. Входить до складу Восьми північних пуебло. Громада Таос відома своєю потайливістю і консерватизмом.

## Історія й опис
Найпримітнішою особливістю Таос-Пуебло є коричнево-червоний глинобитний багатоповерховий житловий комплекс, розділений на дві частини річкою Ріо-Пуебло. Згідно із сайтом Таос-Пуебло, комплекс побудовано в період між 1000 і 1450 роками н. е. Статус об'єкта всесвітньої спадщини ЮНЕСКО присвоєно 1992 року. Станом на 2006 рік у глинобитному комплексі постійно живуть близько 150 осіб.
На думку більшості археологів, народність таос, як і низка інших народів пуебло, які проживають уздовж Ріо-Гранде, мігрувала в цю місцевість з Чотирьох кутів — історичного регіону на півдні США, де до XV століття існували культури могольон, патаян, хохокам, анасазі і низка менш значущих. Житла імовірно спорудили представники культури анасазі, які через тривалу посуху пізніше мігрували в повноводний район Ріо-Гранде.
Пуебло на північному березі річки вважається однією з найпримітніших і часто фотографованих споруд у Західній півкулі. Це найбільша з досі використовуваних споруд давніх пуебло (відомі також більші, але вже занедбані «палаци» в Меса-Верде тощо). Стіни виготовлено з глинобитних елементів і в товщину сягають метра і більше. Спочатку будинки служили оборонними спорудами. Аж до початку XX століття на верхні поверхи піднімалися за допомогою приставних сходів, нерідко у внутрішнє приміщення можна було потрапити тільки через дах за допомогою приставних сходів. У разі нападу зовнішні сходи втягували в будівлю.
Будинки зазвичай складаються з двох кімнат, одна з яких власне житлова, а друга була кухнею-їдальнею-складом. Кожен будинок є замкнутим, проходів з будинку в будинок не було. Раніше індіанці племені таос рідко використовували меблі, але зараз вони використовують столи, стільці і ліжка. У Таос-Пуебло всередині жител заборонено використовувати електрику, проточну воду, прокладати трубопроводи.
Пуебло огороджено суцільною стіною, яка символізує його суверенітет. Раніше стіна була істотно довшою і захищала селище від набігів сусідніх племен. Річка, що протікає через село, служить основним джерелом води для пиття і приготування їжі. Взимку річка ніколи повністю не промерзає, однак на ній утворюється товстий шар льоду, який доводиться проламувати, щоб добути воду.
Плем'я таос є тісно спаяною громадою, де від кожного члена очікується виконання «громадських обов'язків» і відмова від заподіяння шкоди інтересам громади. Що стосується сім'ї, в племені таос визнається походження як по батьківській, так і по материнській лінії. Кожна сім'я живе в окремому будинку, тому після укладення шлюбу пара переселяється в окреме житло. Оскільки родичі живуть поруч, зазвичай завжди є кому доглянути за дітьми, при цьому старше покоління передає молодшому місцеві традиції.

## Галерея

Таос-Пуебло
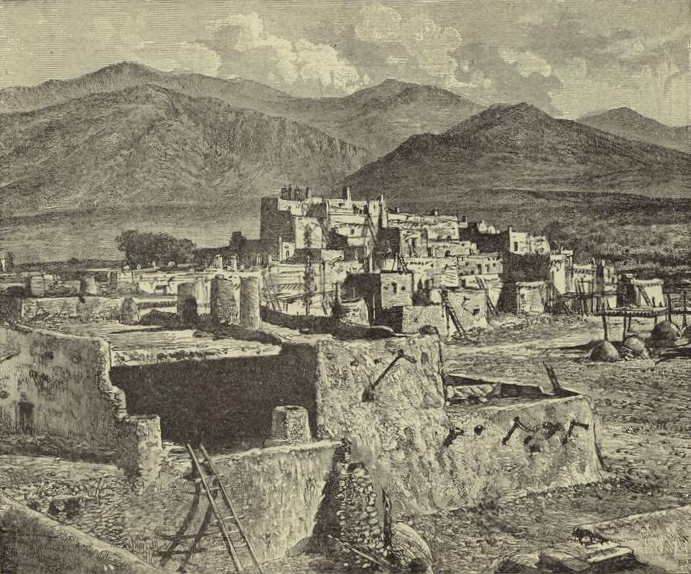
Ілюстрація 1893 року
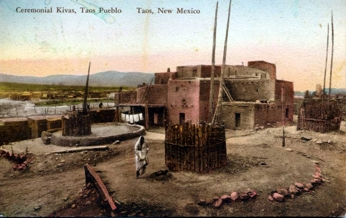
Фотографія близько 1920 року
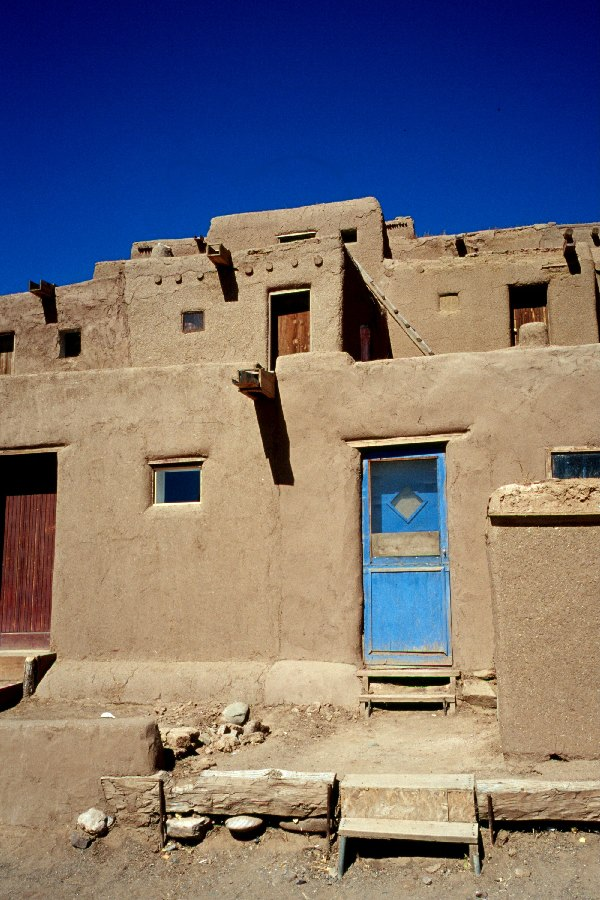
Деталь будівлі (сучасна фотографія)
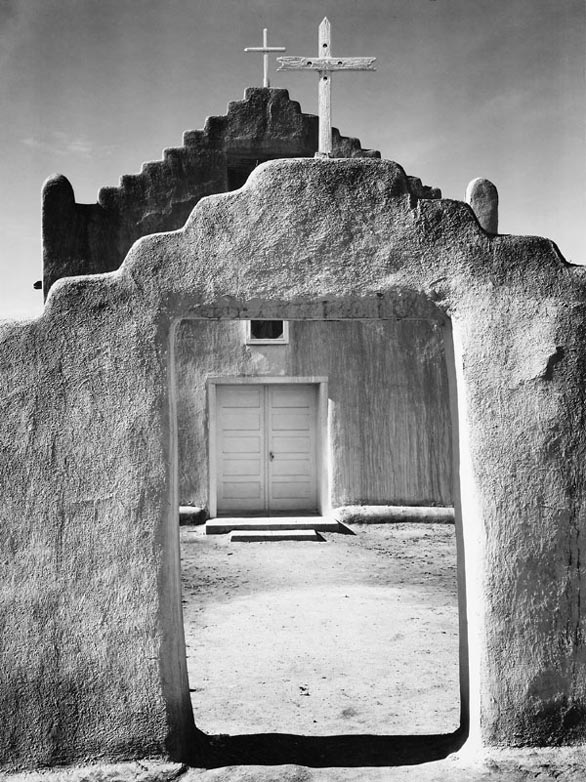
Церква Таос-Пуебло, 1942 рік, фотограф Ансель Адамс
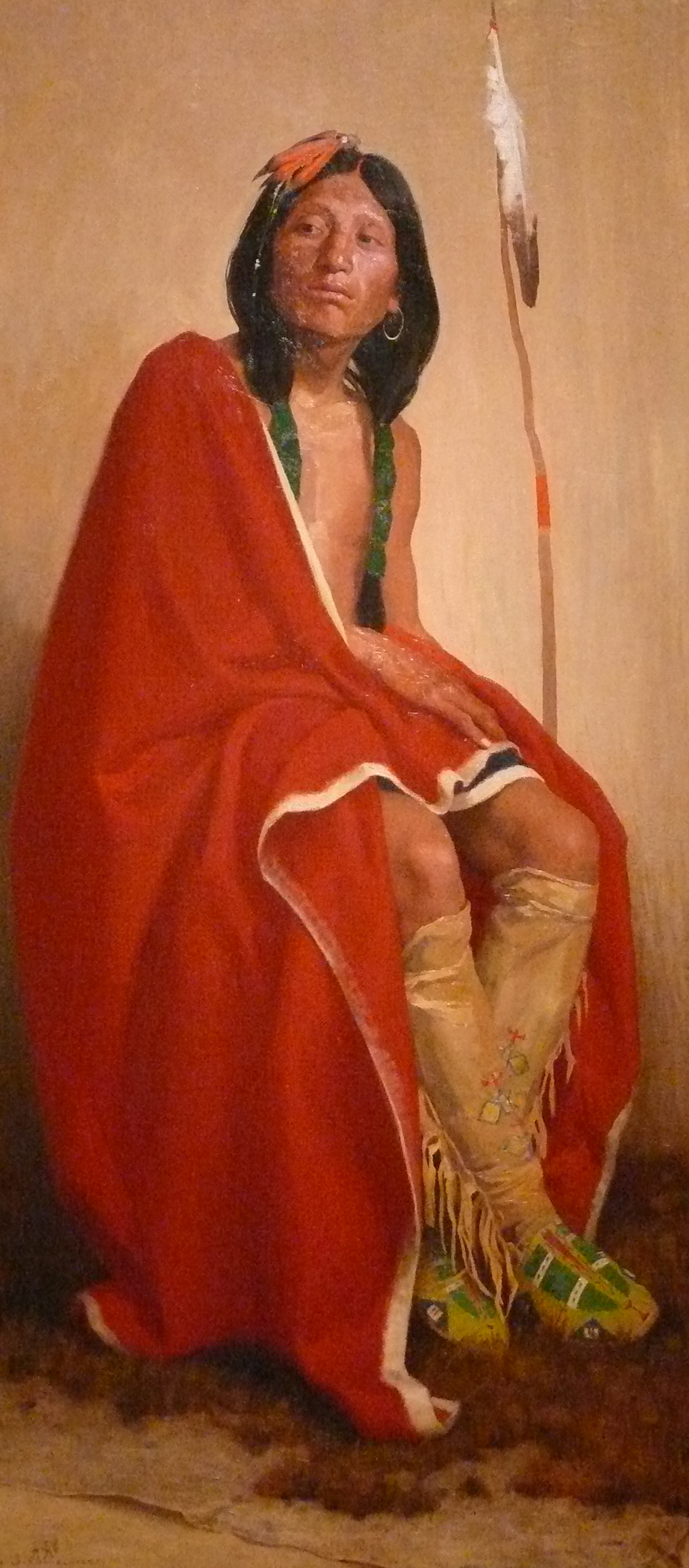
Індіанець на ім'я Нога Лося, художник І. Каус